# Fêtes de l'ours en Vallespir
La Festa de l’Os (en français : fête de l'Ours) ou Chasse à l’ours (caça ou cacera de l’ós) ou encore Jour de l'ours / des ours (diada ou dia de l’ós / dels óssos) est une pratique festive carnavalesque de la région du Haut-Vallespir, dans les Pyrénées-Orientales. Elle se déroule dans trois communes : Arles-sur-Tech, Prats-de-Mollo-la-Preste et Saint-Laurent-de-Cerdans, à la fin de l’hiver, au mois de février.

## Historique
Les fêtes de l’ours sont la correspondance païenne de la Chandeleur. 
Dans la religion chrétienne, le 2 février, jour aujourd’hui choisi pour la Chandeleur, correspond à l’évènement de la présentation de l’enfant Jésus au temple. Mais cette date semble être la récupération par l’église de célébrations païennes bien plus anciennes. 
Le 2 février marque en effet la fin du solstice d’hiver et le retour du printemps. C’est le début du cycle carnavalesque. Selon les croyances populaires, c’est ce jour que l’ours dans les Pyrénées sort de son hibernation. Les regards sont alors tous tournés vers le ciel puisque la météo va déterminer l’attitude de l’ours et par cela des récoltes à venir. En effet, la croyance veut que s’il fait soleil le 2 février, l’ours retourne dans sa grotte et hiberne 40 jours supplémentaires, ce qui signifie que l’hiver se prolonge au détriment du printemps et des cultures. 
L’animal fait aussi partie de légendes l’assimilant à  l’être humain, notamment celle de Jean de l’Ours, connu pour être né de l’accouplement d’une femme et d’un ours. C’est cet accouplement qui est représenté dans les fêtes, puisque la femme a d’abord été enlevée par l’ours avant de mettre au monde l’être hybride.
Les fêtes de l’ours sont donc des représentations de ces légendes populaires qui reflètent l’opposition nature/culture et animalité/humanité. 
Si le déroulement des fêtes a surement évolué dans le temps, son historique n’est pas connu. En revanche, on peut affirmer que ces célébrations sont très anciennes puisqu’elles descendraient de cultes préhistoriques, puis des Lupercales romaines, puis des cultes à l’ours au Moyen Âge. Le texte le plus ancien connu à ce jour évoquant la présence de l’ours dans des fêtes date de 1424 et se trouve en Catalogne. 
Si aujourd’hui on retrouve les fêtes de l’ours dans leur état d’origine seulement dans le Haut-Vallespir, le culte de l’ours est toujours présent dans certaines régions et notamment dans les Pyrénées (Béarn, Pays basque…) dans d’autres manifestations telles le Carnaval.
Le 17 décembre 2014, les trois fêtes sont inscrites à l'Inventaire du patrimoine culturel immatériel en France en vue d'une candidature à l'inscription au patrimoine mondial de l'UNESCO. L'annonce officielle est faite le 19 janvier suivant par les maires des trois communes.
En 2021, les trois fêtes de l'ours en Vallespir sont annulées en raison de la pandémie de Covid-19 en France.
Le 29 novembre 2022, les fêtes de l'ours dans les Pyrénées d'Andorre et de France sont inscrites au Patrimoine culturel immatériel de l'UNESCO.

## Scénario des fêtes de l’ours

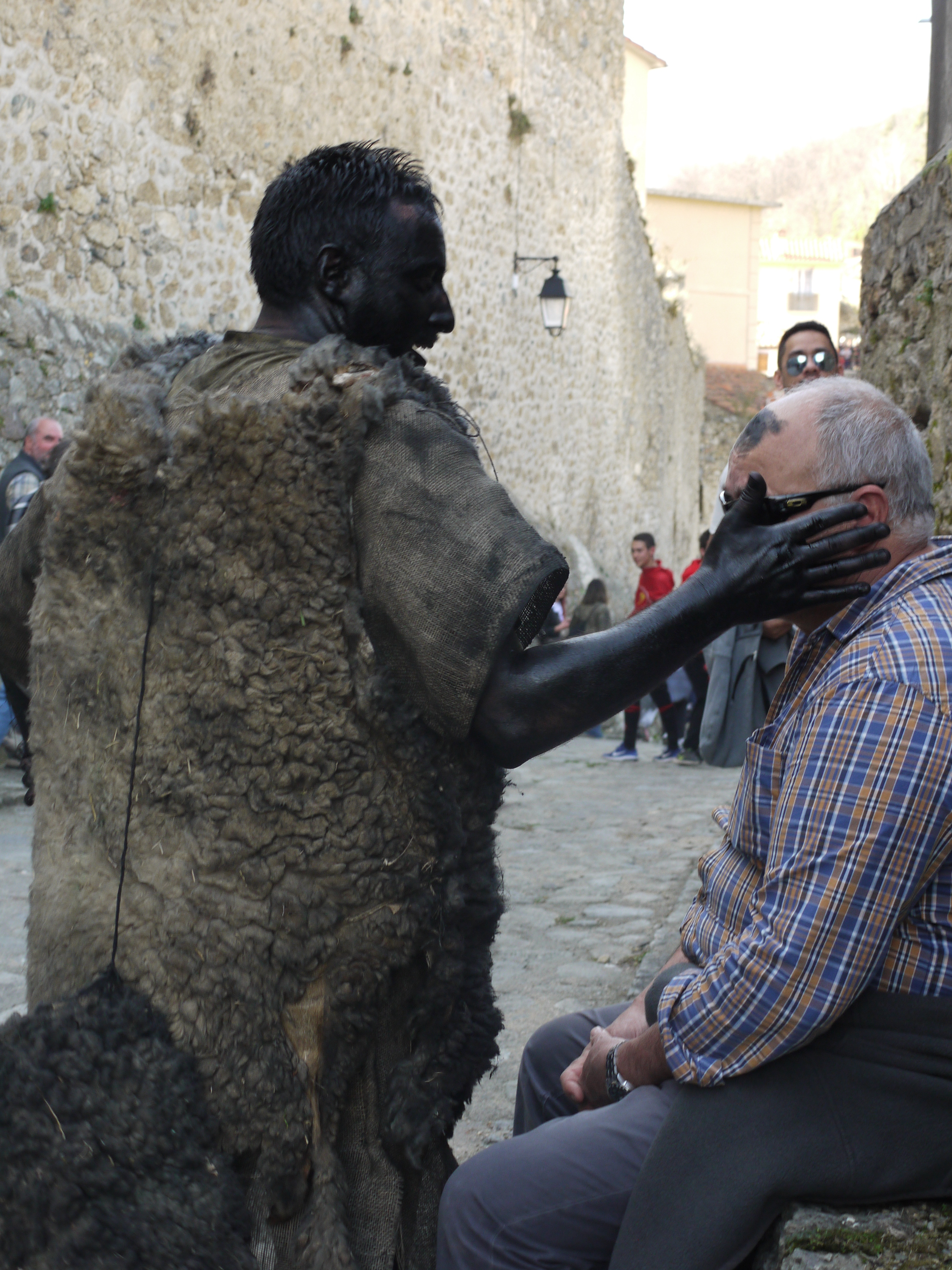
L'ours à Prats-de-Mollo.

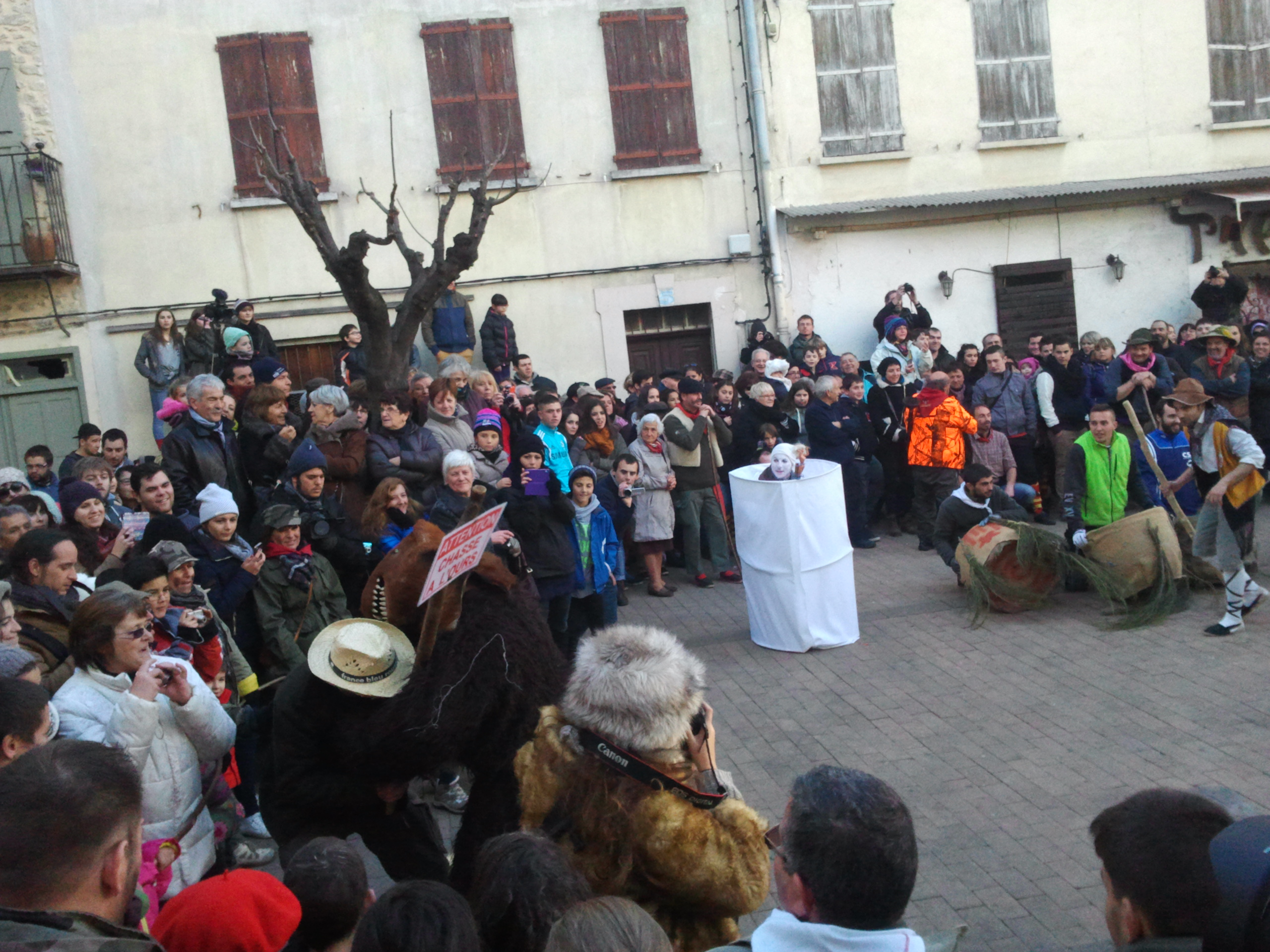
La fête de l'ours à Arles-sur-Tech.

Les fêtes de l’ours mettent en scène la relation ours-hommes chasseurs et femmes.  
La fête de l'ours marquait le départ des chasseurs des villages du Vallespir à la chasse à l'ours. Ce dernier est un prédateur très modéré des troupeaux de moutons, il peut voler un agneau mais les vaches et les taureaux les chassent facilement, et sa fourrure a beaucoup de valeur. Des familles de chasseurs existaient dans les villages. Egalement, ses petits étaient enlevés pour devenir des sujets de distraction (montreurs d'ours) alors que la mère est très protectrice.
Comme il a un comportement et un aspect très humain, on le respecte et on le craint. 
Dépouillé de sa fourrure, il ressemble à un corps humain.
C'est l'animal roi des celtes (Artos, Arthur...), avant que l'Eglise mette à sa place le lion car l'ours est trop humain.
Aussi les fêtes visent à lui expliquer pourquoi on lui cause du tort, il a séduit la femme du chasseur, à se protéger de sa vengeance, c'est un esprit animal puissant, et à l'honorer car il est le "dieu" du renouveau et des naissances, de la fécondité.
Cela va plus loin qu'un simple carnaval, car il y a de vrais mises en scènes. Ainsi l'histoire mise en scène à Arles sur Tech est celle de la séduction de la femme du chasseur par l'ours, les chasseurs vont chercher l'ours, le ramènent et le tondent. Ils lui prennent sa peau, et ce faisant ils en font un être humain.
A Prats de Mollo, les 3 ours poursuivis par les chasseurs salissent de cendres le visage des jeunes filles et des femmes et ainsi assurent leur fécondité, et leur portent bonheur. Les ours simulent l’enlèvement des femmes et jeunes filles. Cela donne lieu à des courses poursuites joyeuses à travers les rues, les chasseurs les pourchassent. 
Ces fêtes mettent l'ours sur un trône.
Le rituel se termine toujours de la même manière, par la démonstration de la domination de l’homme sur l’ours, à travers sa capture symbolique et le rasage de la fourrure. Cela représente aussi la victoire de l'être humain sur sa partie animale. Mais surtout son respect envers l'ours. 
Ces pratiques sont très anciennes et s’étendaient autrefois sur une partie bien plus large du territoire français et international, en particulier dans l’hémisphère nord. 